# Zuleyka Rivera
Zuleyka Rivera (tên đầy đủ: Zuleyka Jerris Rivera Mendoza) (sinh ngày 3 tháng 10 năm 1987) là một nữ hoàng sắc đẹp, người giành chiến thắng trong 2 cuộc thi Hoa hậu Hoàn vũ Puerto Rico 2006 và Hoa hậu Hoàn vũ 2006.

## Hoa hậu Hoàn vũ 2006
Zuleyka đăng quang ngôi Hoa hậu Hoàn vũ năm 2006 vào ngày 23 tháng 7 năm 2006 tại Los Angeles, California. Sự kiện này được truyền hình trực tiếp trên thế giới. Cô là người Puerto Rico thứ 5 giành danh hiệu cao quý này và làm cho quê hương cô trở thành quốc gia thành công thứ 2 trong cuộc thi Hoa hậu Hoàn vũ, sau Hoa Kỳ.
Zuleyka chiến thắng chỉ sau 5 năm, kể từ khi cô Denise Quinones, Hoa hậu Hoàn vũ người Puerto Rico gần đây nhất. Hoa hậu Hoàn vũ 2005, Natalie Glebova, đã trao vương miện cho Rivera. Chỉ ít lâu sau buổi tối này, Zulayka đã ngất xỉu trong một cuộc họp báo. Sự việc này được cho rằng sở dĩ có trường hợp này là vì cô không chịu đựng nổi sức nóng từ ánh đèn sân khấu cộng thêm độ nặng của chiếc áo kim loại cô đang mặc trên người có nguồn tin cho hay vì muốn tránh giới truyền thông nên cô đã cố tình giả vờ ngất xỉu một vài giây để được nghỉ ngơi một lúc .
Là một Hoa hậu Hoàn vũ, cô đại diện cho Tổ chức Hoa hậu Hoàn vũ ở Hoa Kỳ và thế giới. Trong nhiệm kỳ, cô ở thành phố New York, nơi cô sống chung với Hoa hậu Hoa Kỳ Tara Conner và Hoa hậu Thiếu niên Hoa Kỳ Katie Blair

## Năm trong đời hoa hậu
Sau khi đăng quang ngôi hoa hậu, từ cuối tháng 7 cho đến đầu tháng 8, Zuleyka đã ghé thăm nước Nhật, nơi cô dẫn chương trình cho "Giải thưởng Kim cương Năm Sao (Five Star Diamond Award) tại khách sạn Mandarin Oriental ở Tokyo. Sau đó, cô có tham dự buổi chụp hình với Hoa hậu Hoàn vũ Nhật Bản, cô Kurara Chibana, đồng thời là Á hậu 1 của cuộc thi Hoa hậu Hoàn vũ 2006. Tiếp theo, cô đã có buổi gặp với ông Mikimoto, người sáng lập ra chiếc vương miện cao quý mà cô đang giữ. Cuối tháng 8, Zuleyka bay sang Indonesia để tham dự buổi ra mắt của một công ty suối nước khoáng. Tại quốc gia này, cô có dịp gặp gỡ Bộ trưởng Văn hóa, và chứng kiến Agni Pratistha đăng quang ngôi Hoa hậu Hoàn vũ Indonesia 2007. Khi còn ở Indonesia, Zuleyka đến thăm thành phố Bali. Vào ngày 4 tháng 9 năm 2006, cô trở về quê hương của cô, Puerto Rico, trong một buổi diễu hành hoành tráng. Sang ngày kế tiếp, cô trở về lại thành phố nơi mà cô đã sinh ra, Salinas.
Tính đến tháng 12 năm 2006, ngoài quê hương cô và hai quốc gia cô đã tới Nhật và Indonesia, Zuleyka đã viếng thăm các nước Nga, Thổ Nhĩ Kỳ, Pháp, Hy Lạp, Thái Lan, Kazakhstan và Ấn Độ.

## Gia đình và đời sống cá nhân
Trước khi cô giành chiến thắng ở cuộc thi Hoa hậu Hoàn vũ Puerto Rico, cô đạt được danh hiệu cao nhất ở cuộc thi hoa hậu tại thành phố cô đang sinh sống, Salinas. Chiến thắng ở cuộc thi này giúp cô có đủ điều kiện để tham gia Hoa hậu Hoàn vũ Puerto Rico. Trước đây, Zuleyka từng đứng hạng nhì trong cuộc thi Hoa hậu Thiếu niên Puerto Rico. Ở tuổi mười tám, cô trở thành một trong những Hoa hậu Hoàn vũ trẻ nhất trong lịch sử. Cô đồng thời là người quán quân đầu tiên có một vẻ đẹp lai rất đặc trưng, bốn cô hoa hậu Hoa hậu Hoàn vũ người Puerto Rico trước gồm Marrisol Malaret, Deborah Carthy-Deu, Dayanara Torres và Denise Quinones đều mang vẻ đẹp Châu Âu
Ngày 8 tháng 12 năm 2006, trang mục lá cải Trang Sáu (Page Six) trong tờ báo nổi tiếng New York Post, đã đưa tin Zuleyka có một buổi ăn thân mật với ông chủ câu lạc bộ San Juan, Shimmy McHugh ở khác sạn Thành phố New York. Một người bạn thân của McHugh đã khẳng định rằng Zuleyka và Shimmy đang cặp bồ với nhau.
Năm 2017,cô là nữ chính trong MV hàng tỷ view "Despacito", bài hát hiện đang là bài hát nhiều lượt xem trên Youtube với hơn 7 tỷ lượt xem.
| Tứ đại Hoa hậu (2006)          | Tứ đại Hoa hậu (2006)             | Tứ đại Hoa hậu (2006)              | Tứ đại Hoa hậu (2006)                   |
| ------------------------------ | --------------------------------- | ---------------------------------- | --------------------------------------- |
| Hoa hậu Hoàn vũ Zuleyka Rivera | Hoa hậu Thế giới Taťána Kuchařová | Hoa hậu Quốc tế Daniela di Giacomo | Hoa hậu Trái đất {{{Hoa hậu Trái đất}}} |